# 黑袋行動
《黑袋行動》（英語：Black Bag）是一部2025年美國諜報驚悚片，由史蒂芬·索德柏執導，大衛·柯普編劇，主演陣容包括凱特·布蘭琪、麥可·法斯賓達、瑪莉莎·阿貝拉、湯姆·伯克、娜歐蜜·哈瑞絲、雷傑-尚·佩吉和皮爾斯·布洛斯南。電影講述當情報特務凱薩琳·聖尚（Kathryn St. Jean）被懷疑犯有叛國罪時，丈夫兼情報特務喬治·伍德豪斯（George Woodhouse）被指派對她進行調查。喬治面臨著在婚姻和國家之間做出選擇。
《黑袋行動》2025年3月14日在美國上映。

## 剧情
英国秘密情报局（SIS）的情报官乔治·伍德豪斯，接到上司米查姆的任务，要求他在一周内查明代号为“西弗勒斯”（Severus）的绝密软件程序代码是如何泄露的。共有五名嫌疑人，其中之一竟是乔治的妻子凯瑟琳，她也是一名情报官。乔治邀请了另外四名同为情报局特工的嫌疑人来家中共进晚餐。这四人分别是：卫星图像专家克拉丽莎、她的男友兼主管特工弗雷迪、情报局的心理医生佐伊，以及佐伊的男友兼主管特工詹姆斯。晚宴上，乔治偷偷在客人的食物里下了药，目的是让他们放松警惕，更容易吐露真言。为了进一步刺探，乔治还引导大家玩了一个心理游戏。游戏过程中，一些秘密被揭开，包括弗雷迪一直背着克拉丽莎偷腥。克拉丽莎得知后怒不可遏，当场用餐刀刺穿了弗雷迪的手。
在晚宴前后以及期间，乔治和凯瑟琳的一些性格特点也展现出来：乔治为人一丝不苟，极其注重细节和整洁，他会跟在凯瑟琳后面收拾东西，甚至自己衬衫袖口不小心溅到一点食物污渍都要立刻换掉。而凯瑟琳则比较担心家里的经济状况，觉得乔治花钱有些大手大脚。
就在晚宴当晚，上司米查姆独自在家饮酒时，因心脏病发作猝死，死因可疑。乔治因为在自家梳妆台的废纸篓里发现了一张电影票根，而凯瑟琳却否认自己去看过那部电影，开始对妻子产生怀疑。他偷偷潜入凯瑟琳的办公室，发现她即将前往瑞士苏黎世。于是，乔治说服克拉丽莎临时调整一颗间谍卫星的监控方向，亲眼目睹了凯瑟琳在瑞士与一名俄罗斯特工会面。与此同时，詹姆斯告诉乔治，凯瑟琳有权限动用一个苏黎世银行账户，里面存有高达700万英镑的款项，但这笔钱来路不明，用途也未作解释。在一次气氛紧张的心理咨询中，佐伊单刀直入地问凯瑟琳，在她心中是事业更重要，还是丈夫更重要。而在随后的一次咨询后，佐伊和詹姆斯分手了。弗雷迪则提醒凯瑟琳，乔治已经在怀疑她了。
事情逐渐明朗：就在乔治调转卫星监控凯瑟琳在苏黎世会面的那短短几分钟内，另一名携带“西弗勒斯”程序副本的俄罗斯特工，已从列支敦士登的一个安全屋中消失，并正前往东欧，企图利用该程序引发一场核泄漏事故。凯瑟琳察觉到事态严重，她让克拉丽莎帮忙追踪这名携带有“西弗勒斯”的俄罗斯特工。她怀疑，这一切都是他们的大老板施蒂格利茨精心策划的，目的是故意让“西弗勒斯”泄露出去，借此引发核危机，动摇政府根基，即便这可能导致成千上万无辜平民丧生。为了阻止灾难发生，凯瑟琳将该俄罗斯特工的实时位置泄露给了她认识的一名美国中情局（CIA）联络人。最终，CIA出动无人机，在波兰境内发动空袭，将两名俄罗斯特工一并击毙。事后，乔治对除了凯瑟琳之外的所有嫌疑人进行了测谎，以确定他们各自是什么时候知道“西弗勒斯”计划的。当天晚上，躺在床上，乔治和凯瑟琳互相交换了各自掌握的信息和发现，终于意识到他们夫妻俩都被人设计了，成了阴谋中的棋子。
于是，他们策划了第二次晚宴，再次邀请了那四位同事。这一次，餐桌上没有食物，凯瑟琳直接将一把枪放在了桌子中央，乔治则宣布他们要玩一个“游戏”。他当众揭露了更多的秘密：弗雷迪和佐伊有私情；佐伊是从詹姆斯那里得知“西弗勒斯”计划的，但出于她的天主教信仰，她曾试图阻止这个计划的扩散。乔治总结道，其实存在两个相互交织的阴谋：一个是施蒂格利茨和詹姆斯策划的，目的是泄露“西弗勒斯”并制造核泄漏；另一个则是佐伊和弗雷迪策划的，他们想利用凯瑟琳来阻止第一个阴谋的得逞。话音刚落，詹姆斯猛地抢过桌上的枪，亲口承认了他与施蒂格利茨合谋，并且是他杀害了米查姆。随后，他举枪对准乔治连开两枪。然而，枪里装的是空包弹。就在这时，凯瑟琳迅速从自己的手袋里掏出另一把真枪，果断开火，将詹姆斯当场击毙。事后，凯瑟琳目光冰冷地扫过在场的克拉丽莎、弗雷迪和佐伊，严厉警告他们，永远不要再试图利用她和乔治之间牢不可破的忠诚关系。剩下的三人默默地将詹姆斯的尸体处理掉，扔进了一个池塘，然后像没事人一样回去继续工作。
凯瑟琳联系了他们的老板施蒂格利茨，告知他阴谋已经败露，并暗示他应该“自行了断”或者消失。最后，乔治和凯瑟琳在经历了这一切风波后，再次确认了他们对彼此深厚的爱意。在凯瑟琳的追问下，两人确认了那个存有700万英镑巨款的苏黎世银行账户，至今仍然分文未动。

## 演員
- 凱特·布蘭琪飾演凱薩琳·聖尚（Kathryn St. Jean）
- 麥可·法斯賓達飾演喬治·伍德豪斯（George Woodhouse）
- 瑪莉莎·阿貝拉飾演克拉麗莎·杜博斯（Clarissa Dubose）
- 湯姆·伯克飾演佛萊迪·史莫斯（Freddie Smalls）
- 娜歐蜜·哈瑞絲飾演柔伊·范恩醫生（Dr. Zoe Vaughan）
- 雷傑-尚·佩吉飾演詹姆斯·史托克斯上校（Col. James Stokes）
- 皮爾斯·布洛斯南飾演亞瑟·史泰格利茲（Arthur Steiglitz）
- 古斯塔夫·斯卡斯加德飾演米查姆（Meacham）
- 加绘·亚历山大（英语：Kae Alexander）飾演安娜·高（Anna Ko）
- 安比卡·茂德（英语：Ambika Mod）飾演安琪拉·柴爾茲（Angela Childs）

## 製作
據2024年1月的報導，史蒂芬·索德柏將執導諜報驚悚片《黑袋行動》，由凱特·布蘭琪和麥可·法斯賓達主演。3月，雷傑-尚·佩吉、瑪莉莎·阿貝拉、娜歐蜜·哈瑞絲、皮爾斯·布洛斯南和湯姆·伯克加入演出陣容。
電影2024年5月6日在倫敦展開主要拍攝。

## 發行
本片在美國由焦點影業發行，定檔2025年3月14日上映。

## 備註
1. 1 2  史蒂芬·索德柏的化名。

## 外部連結
- 互联网电影数据库（IMDb）上《黑袋行動》的资料（英文）